# Теплов, Михаил Федотович
Михаил Федотович Теплов (2 ноября 1918, деревня Вапна, Архангельская губерния, РСФСР — 5 июля 1944, деревня Ратковщина, Минская область, БССР) — участник Великой Отечественной войны, Герой Советского Союза.

## Биография
Родился 2 ноября 1918 года в выселке Юрас деревни Вапна (там же прошло и его детство) в семье крестьянина. По национальности русский.
Окончив 4 класса начальной школы, Михаил стал работать на лесозаготовках. В 1935 году в лесную промышленность поступили лучковые пилы, Теплов первым в Явронгском лесопункте начал их применять и звено, в котором он работал раскряжёвщиком, перевыполнило дневную норму. Прошло немного времени, и молодёжное звено Теплова стало давать более чем полторы нормы на человека. Это была действенная форма агитации за новый инструмент, который сыграл важную роль в увеличении заготовок древесины. О звене Теплова, его успехах стало известно во всём районе. Михаил был принят в ряды комсомола. Его имя появлялось на страницах местных газет. В районной газете «Лесной фронт» от 8 марта 1939 года было подробно рассказано об опыте работы передового звена, которое «ежедневно вырубает по 18-21 кубометру на мелкотоварнике — ёлке». В заметке говорилось, что «тов. Теплов сдал нормы на оборонные значки: ПВХО, „Ворошиловский стрелок“, ГСО и зимние нормы ГТО».
Осенью 1939 года его призвали в армию, в артиллерию. Молодой красноармеец со службой освоился быстро, стал лучшим в полку наводчиком противотанкового орудия, «артиллерийским снайпером»: все учебные огневые задачи выполнял только на «отлично». Война застигла ефрейтора Теплова в Литве, недалеко от государственной границы. Михаил Теплов храбро сражался в рядах защитников Москвы. В тяжёлых боях на подступах к столице Теплов быстро освоился с новой артиллерийской системой, без промаха поражал самые различные цели. Ему присвоили звание сержанта. В декабре 1942 года он был принят в члены партии. В дни празднования 25-й годовщины Красной Армии газета «Лесной фронт» опубликовала письмо командира батареи. В нём сообщалось: «Товарищ Теплов не жалеет сил и самой жизни для быстрейшего очищения нашей любимой Родины от фашистских мерзавцев. На боевом счету — 4 сбитых двухмоторных вражеских самолёта, им уничтожены 2 пулемётные точки, 2 артиллерийские и 2 миномётные батареи, до 100 немецких солдат и офицеров».
Летом 1944 года Красная Армия разгромила в Белоруссии группу армий «Центр» численностью более одного миллиона человек. После освобождения столицы республики восточнее города образовался так называемый «минский котел»: 100 тысяч немцев были окружены советскими войсками.
Гитлеровское командование отклонило предложение сдать оружие и прекратить кровопролитие. Тогда началось плановое уничтожение фашистской группировки. В этой операции принял участие 873-й артиллерийский истребительный противотанковый полк. 4 июля полк получил боевую задачу: под покровом ночи углубиться в район расположения группировки врага и около села Волма захватить перекрёсток дорог, чтобы не допустить выхода из «котла» немецких частей, сосредоточенных в этом районе.
Не дойдя до заданного района, полк был вынужден вступить в неравный бой с превосходящими силами врага. Он занял круговую оборону на перекрёстке дорог, восточнее маленькой деревушки Ротковщина, и здесь надёжно закрыл пути отхода врага на запад. Орудие старшего сержанта Михаила Теплова оказалось в центре атак врага. Несмотря на значительное превосходство противника в живой силе и технике, советские артиллеристы не отступили ни на шаг. Шестую атаку немцы предприняли при поддержке самоходных орудий. Расчёт Теплова не дрогнул и на этот раз. Однако погибли последние два бойца, и раненный в грудь командир один остался у орудия. Теплов сам встал к прицелу. Он метко уничтожал технику и фашистов до тех пор, пока вражеский снаряд не разорвался совсем рядом с ним. Орудие вышло из строя, а старший сержант получил второе тяжёлое ранение. С трудом вскинув на руку автомат, он нашёл силы в упор расстреливать подползавших фашистов. Но и в автомате кончились патроны. Тогда, слабея от ран, Теплов дополз до окопчика, где находились боеприпасы, но ни патронов, ни ручных гранат не оказалось. Он взорвал себя и пятерых немцев противотанковой гранатой. Похоронен в деревне Студенка Смолевичского района Минской области.
Двадцать четвёртого марта 1945 года Президиум Верховного Совета СССР присвоил посмертно Михаилу Федотовичу Теплову за подвиг в бою под Минском звание Героя Советского Союза.

## Награды и звания
Звание героя Советского Союза присвоено 24 марта 1945 года посмертно. Награждён орденом Ленина, двумя орденами Отечественной войны II степени, орденом Славы III степени, медалями.
Медалью «За отвагу» награждён в 1942 году — приказ № 0427/н 29 армии.
«Тов. Теплов в дни Отечественной войны показал себя преданным в боях. Смел, дисциплинирован, отличный наводчик. Благодаря его тонкой наводке было сбито два самолёта противника.
В дни наступления наших войск 24.08.42 г. расчётом был сбит самолёт противника „Ю-88“»
Орденом «Отечественной войны 2-й степени» награждён в 1943 году — приказ № 02/н 31 армии от 09.04.43.
«В наступательных операциях с 01.03.42 г. тов. Теплов показал себя преданным сыном нашей Социалистической Родины. Благодаря его точной наводке был подавлен огонь двух миномётных батарей, разбит сарай с пехотой противника и уничтожено до 50-ти солдат и офицеров противника.
08.03.43 г., стреляя прямой наводкой, тов. Теплов уничтожил три пулемётные точки и до 20 солдат и офицеров противника, чем обеспечил продвижение 2-го батальона 398 стрелкового полка.»
Орденом «Славы III степени» награждён в 1944 году — приказ № 079 33 армии от 22.02.44.
«Тов. Теплов в боях по прорыву вражеской обороны в районе д. Ковалёва 22 декабря 1943 года показал образцы отваги, геройства. Командуя орудием, он одним из первых артиллеристов под сильным пулемётным и миномётным огнём противника подтащил своё орудие на руках к вражеской обороне и почти в упор уничтожил пулемёт, мешавший продвижению 1-го батальона 742-го стрелкового полка. Этим самым обеспечил форсирование батальоном реки Лососина.
В этом же бою тов. Теплов под сильным огнём противника, рискуя жизнью, спас двух офицеров. Он вытащил почти из-под гусениц идущей самоходной пушки командира пулемётной роты младшего лейтенанта Мельникова и одного майора и отправил их в тыл.
16 октября 1943 года в период артподготовки выкатил орудие на открытую огневую позицию и в упор, разбивая проволочные заграждения противника, проделал в них проход, прорвал сильно укреплённую оборону противника и овладел д. Старая Тухиня.»

## Память
В селе Карпогоры Пинежского района поставлен памятник. На здании гостиницы в селе Карпогоры установлена мемориальная доска. 7 декабря 2006 года Собрание депутатов МО «Пинежский муниципальный район»
третьего созыва (очередная шестнадцатая сессия) приняла решение № 118 от 7 декабря 2006 года о присвоении имени М. Ф. Теплова МОУ «Кеврольской основной общеобразовательной школе № 18». 12 июня 2007 года состоялось торжественное открытие доски Героя, установленной на здании школы.